# برونو إتيان
برونو إتيان (بالفرنسية: Bruno Étienne)‏ هو عالم إنسان وعالم سياسة فرنسي، ولد في 6 نوفمبر 1937 في لا ترونش في فرنسا، وتوفي في 4 مارس 2009 في آكس أون بروفانس في فرنسا بسبب سرطان.